# سيرهي كوفاليف
سيرهي كوفاليف (بالأوكرانية: Ковальов Сергій Миколайович)‏ هو مدرب كرة قدم ولاعب كرة قدم أوكراني في مركز الوسط، ولد في 21 نوفمبر 1971 في دونيتسك في أوكرانيا. شارك مع منتخب أوكرانيا لكرة القدم. أما مع النوادي، فقد لعب مع شاختار دونيتسك.

## وصلات خارجية
- سيرهي كوفاليف على موقع اتحاد أوكرانيا (الإنجليزية)
- سيرهي كوفاليف على موقع ناشيونال فوتبول تيمز (الإنجليزية)
- سيرهي كوفاليف على موقع Soccerway.com (الإنجليزية)